# Franchinus Gaffurius
Franchinus Gaffurius (Franchino Gaffori, Gaffurio, Gafori, 14. ledna 1451 v Lodi - 25. června 1522 v Miláně), byl italský benediktinský mnich a presbyter, hudební skladatel a teoretik, magister capellae milánské katedrály.